# Таппер-Лейк (селище, Нью-Йорк)
Таппер-Лейк (англ. Tupper Lake) — селище (англ. village) в США, в окрузі Франклін штату Нью-Йорк. Населення — 3282 особи (2020).

## Географія
Таппер-Лейк розташований за координатами 44°13′47″ пн. ш. 74°27′43″ зх. д. / 44.22972° пн. ш. 74.46194° зх. д. (44.229826, -74.461849).  За даними Бюро перепису населення США в 2010 році селище мало площу 5,53 км², з яких 5,41 км² — суходіл та 0,11 км² — водойми.

### Клімат
| Клімат : Таппер-Лейк    | Клімат : Таппер-Лейк | Клімат : Таппер-Лейк | Клімат : Таппер-Лейк | Клімат : Таппер-Лейк | Клімат : Таппер-Лейк | Клімат : Таппер-Лейк | Клімат : Таппер-Лейк | Клімат : Таппер-Лейк | Клімат : Таппер-Лейк | Клімат : Таппер-Лейк | Клімат : Таппер-Лейк | Клімат : Таппер-Лейк | Клімат : Таппер-Лейк |
| Показник                | Січ.                 | Лют.                 | Бер.                 | Квіт.                | Трав.                | Черв.                | Лип.                 | Серп.                | Вер.                 | Жовт.                | Лист.                | Груд.                | Рік                  |
| Абсолютний максимум, °C | 16,0                 | 16,7                 | 25,5                 | 30,1                 | 32,5                 | 33,1                 | 33,5                 | 33,7                 | 32,9                 | 26,6                 | 20,7                 | 17,6                 | 33,7                 |
| Середній максимум, °C   | −3,4                 | −1,3                 | 3,3                  | 10,9                 | 18,1                 | 22,7                 | 24,9                 | 24,1                 | 19,8                 | 12,9                 | 5,8                  | −0,8                 | 11,4                 |
| Середня температура, °C | −9,4                 | −7,9                 | −3,1                 | 4,6                  | 11,2                 | 16,2                 | 18,6                 | 17,6                 | 13,4                 | 7,1                  | 1,0                  | −5,7                 | 5,3                  |
| Середній мінімум, °C    | −15,4                | −14,4                | −9,5                 | −1,7                 | 4,4                  | 9,7                  | 12,1                 | 11,2                 | 7,0                  | 1,3                  | −3,8                 | −10,7                | −0,8                 |
| Абсолютний мінімум, °C  | −37                  | −34,4                | −32,6                | −18,3                | −5,4                 | −2,8                 | 0,3                  | 0,9                  | −5,4                 | −11,1                | −26,4                | −33,7                | −37                  |
| Норма опадів, мм        | 78                   | 66                   | 75                   | 82                   | 94                   | 106                  | 111                  | 115                  | 104                  | 105                  | 97                   | 83                   | 1114                 |
| Вологість повітря, %    | 73.6                 | 70.7                 | 66.6                 | 63.0                 | 62.6                 | 69.4                 | 71.4                 | 73.8                 | 74.2                 | 72.5                 | 77.5                 | 79.7                 | 71.3                 |
| ----------------------- | -------------------- | -------------------- | -------------------- | -------------------- | -------------------- | -------------------- | -------------------- | -------------------- | -------------------- | -------------------- | -------------------- | -------------------- | -------------------- |
| Джерело: PRISM          |                      |                      |                      |                      |                      |                      |                      |                      |                      |                      |                      |                      |                      |

## Демографія
Згідно з переписом 2010 року, у селищі мешкало 3667 осіб у 1638 домогосподарствах у складі 919 родин. Густота населення становила 663 особи/км².  Було 1832 помешкання (331/км²).
Расовий склад населення:
| - 97,5 % — білих - 0,7 % — корінних американців - 0,5 % — чорних або афроамериканців - 0,3 % — азіатів |

До двох чи більше рас належало 0,8 %. Частка іспаномовних становила 0,9 % від усіх жителів.
За віковим діапазоном населення розподілялося таким чином: 23,4 % — особи молодші 18 років, 61,6 % — особи у віці 18—64 років, 15,0 % — особи у віці 65 років та старші. Медіана віку мешканця становила 40,3 року. На 100 осіб жіночої статі у селищі припадало 97,7 чоловіків;  на 100 жінок у віці від 18 років та старших — 94,7 чоловіків також старших 18 років.
Середній дохід на одне домашнє господарство  становив 49 892 долари США (медіана — 44 072), а середній дохід на одну сім'ю — 57 673 долари (медіана — 50 601). Медіана доходів становила 43 033 долари для чоловіків та 34 976 доларів для жінок. За межею бідності перебувало 15,1 % осіб, у тому числі 13,7 % дітей у віці до 18 років та 13,0 % осіб у віці 65 років та старших.
Цивільне працевлаштоване населення становило 1612 осіб. Основні галузі зайнятості: освіта, охорона здоров'я та соціальна допомога — 37,3 %, публічна адміністрація — 15,1 %, роздрібна торгівля — 9,1 %, будівництво — 9,1 %.